# Чужинець (фільм, 1946)
«Чужинець» (англ. The Stranger) — художній фільм Орсона Уеллса. Стрічка знаходиться в суспільному надбанні в США.

## Зміст
Дія фільму відбувається в 1946 році. Містер Вілсон, член Комісії з воєнних злочинів, полює за нацистським злочинцем Францом Кіндлером, який приїхав до США і живе в Коннектикуті. Отримавши документи на ім'я Чарльза Ренкіна, Кіндлер знаходить роботу в університеті і одружується на Мері Лонгстрит, дочці члена Верховного суду Адама Лонгстрита. Вілсон повинен переконати дружину Ренкіна, що її чоловік — військовий злочинець.

## Ролі
| Актор              | Роль                  |
| ------------------ | --------------------- |
| Едвард Г. Робінсон | містер Вілсон         |
| Лоретта Янґ        | Мері Лонгстрит Ренкін |
| Орсон Уеллс        | Франц Кіндлер         |

## Знімальна група
- Режисер — Орсон Веллс
- Сценарист — Ентоні Вейллер, Віктор Трівас
- Продюсер — Сем Шпігель
- Композитор — Броніслав Капер